# 诺沃利
诺沃利（義大利語：Novoli），是意大利莱切省的一个市镇。总面积17平方公里，人口8227人，人口密度483.9人/平方公里（2009年）。ISTAT代码为075055。